# Imam Baqir-moskee
De Imam Baqir-moskee is een sjiitische moskee in Koeweit, de hoofdstad van de Staat Koeweit. De gebedsruimte voor mannen biedt plaats aan 6.000 gelovigen, en de gebedsruimte voor vrouwen bevat ongeveer 2.000. In 2011 was de imam van de moskee Sjeik Mustafa. De Imam Baqir-moskee is één van de grootste sjiitische moskeeën in Koeweit. De bouw begon in 2005 en werd in 2007 voltooid.